# Chiesa di Santo Stefano (Treviso)
La chiesa di Santo Stefano è un luogo di culto cattolico del centro di Treviso, situata nei pressi di Piazza della Vittoria e sede dell'omonima rettoria dipendente dalla Chiesa di San Nicolò.

## Storia
Risulta essere tra le chiese più antiche della città, essendo menzionato sin dall'età longobarda un luogo di culto dedicato al Protomartire, le cui più antiche testimonianze scritte appaiono attorno all'anno 1000.
Il campanile fu riedificato unitamente alla chiesa attuale, essendo però crollato addirittura nel XVI secolo a causa di un terremoto. Il progetto attuale dell'edificio risale infatti al Settecento e venne costruito su progetto del trevigiano Ottavio Scotti, autore tra l'altro della Cattedrale di Santa Maria Assunta di Ceneda. Nella prima metà del XIX secolo la chiesa si arricchì delle navate laterali, mentre al secolo scorso risalgono le decorazioni delle pareti interne.
La chiesa è stata completamente restaurata tra il 2011 e il 2012.

## Descrizione

### Esterno
La facciata in marmorino, sobria ed elegante, è di ordine corinzio, tripartita da quattro lesene su alto piedistallo e coronata dal frontone. Le due ali laterali, ottocentesche, presentano semifrontoni. Sopra l'ingresso principale, una nicchia ospita la statua di Gesù Redentore, aggiunta nei primi anni del XX secolo.

### Interno
L'interno è a pianta rettangolare con presbiterio sporgente. La navata presenta le cappelle laterali, aggiunte e collegate a formare due navatine. La ricca decorazione risale al secolo scorso, mentre il neoclassico altar maggiore è stato eretto su disegno dello stesso Scotti. Varie le pale ad olio degne di ammirazione, tutte risalenti al XVIII secolo. Fra tutte spicca il Martirio di Santo Stefano di Jacopo Guarana, pala dell'altare maggiore. In un altare laterale un bel San Cristoforo con due apostoli di Domenico Maggiotto. È presente, pure, un bellissimo Crocifisso ligneo attribuibile a Francesco Terilli (Feltre 1550-Venezia 1630).

#### Organo a canne
Sulla cantoria in controfacciata racchiuso entro un'elegante cassa con fregi e dipinti neoclassici, si trova l'organo a canne di Beniamino Zanin, eretto tra fine Ottocento e primi Novecento.
Lo strumento è a trasmissione meccanica, con un'unica tastiera di 58 note. La pedaliera è stata rimossa, lo strumento attualmente non è funzionante.